# Mark Moses
Pour les articles homonymes, voir Moses.
Mark Moses est un acteur américain né le 24 février 1958 à New York, État de New York (États-Unis).

## Filmographie

### Au cinéma
- 1986 : Platoon d'Oliver Stone : Lt. Wolfe
- 1987 : Traquée (Someone to Watch Over Me) de Ridley Scott : Win Hockings
- 1989 : Né un 4 juillet (Born on the Fourth of July) d'Oliver Stone : Optimistic Doctor - VA Hospital
- 1990 : Hollywood Heartbreak : Abbey
- 1991 : The Doors d'Oliver Stone : Jac Holzman
- 1991 : Dead Men Don't Die : Jordan
- 1993 : Gettysburg de Ronald F. Maxwell : Sgt. Owen
- 1997 : Après la pluie... (Just in Time) de Shawn Levy : Michael Bedford
- 1998 : Deep Impact de Mimi Leder : Tim Urbanski
- 1999 : One Man's Hero de Lance Hool : Col. Benton Lacy
- 1999 : Le Prisonnier en fuite (Treehouse Hostage) : Rick Taylor
- 2001 : Mon copain Mac héros des étoiles (Race to Space) de Sean McNamara : Alan Shepard
- 2002 : The Remembering Movies : Jonathan Clifton
- 2002 : Dragon rouge (Red Dragon) : Father in Video
- 2004 : A One Time Thing : Dr. Norris
- 2004 : Coup d'éclat (After the Sunset) de Brett Ratner : Lakers FBI Agent
- 2005 : Sa mère ou moi ! (Monster-in-Law) de Robert Luketic : Guy in Coffee Shop
- 2006 : Big Mamma 2 (Big Momma's House 2) de John Whitesell : Tom Fuller
- 2006 : Lettres d'Iwo Jima de Clint Eastwood : officier américain
- 2006 : Dirt Nap : Football Dad
- 2008 : Swing Vote : La Voix du cœur (Swing Vote) : le procureur général Wyatt
- 2009 : Infectés : Docteur
- 2012 : Jusqu'à ce que la fin du monde nous sépare (Seeking a Friend for the End of the World) : le présentateur télé
- 2013 : Chavez de Diego Luna : Fred Ross
- 2016 : Fear, Inc. : Abe
- 2018 : Mapplethorpe : Harry Mapplethorpe

### Télévision
- 1985 : Nord et sud (North and South) (feuilleton) : Gen. Ulysses S. Grant
- 1988 : The Silence at Bethany : Ira Martin
- 1988 : Poursuite en Arizona (The Tracker) : Tom Adams
- 1990 : The Golden Girls : David Patton (saison 5, épisode 18)
- 1991 : Empire City
- 1992 : Battle in the Erogenous Zone : Alan
- 1992 : Perry Mason: The Case of the Fatal Framing : Joel McKelvey
- 1994 : Attirance fatale (A Kiss Goodnight) : Michael Turner
- 1994 : Les Dessous de Palm Beach (Silk Stalkings) (série) : Paul Dyer (saison 3, épisode 16)
- 1995 : Le Célibataire (The Single Guy) (série) : Matt Parker (1995-1996)
- 1997 : Rough Riders : Woodbury Kane
- 1999 : Star Trek: Voyager : (saison 6, épisode 6 "Énigmes") Naroq
- 2000 : Les Experts (série télévisée) (Sex, Lies and Larvae) : Scott Shelton
- 2001 : What's Up, Peter Fuddy?
- 2001 : Il était une fois James Dean (James Dean) : Dick Clayton
- 2001 : Star Trek: Enterprise : Henry Archer, le père du capitaine Jonathan Archer (saison 1, épisodes 1 et 2)
- 2002 : In My Life
- 2003 : Saving Jessica Lynch
- 2003 : Urgences (saison 9, épisode 21) : le père d'Heather
- 2003 : The Practice (saison 7, épisode 13)
- 2003 : Las Vegas (saison 1, épisode 14) (Le grand saut / v.o. : Things that go jump in the night) : le psychologue
- 2004 : Malcolm (saison 5, épisode 8) : Richard
- 2004-2006 : Desperate Housewives (saisons 1 à 3) : Paul Young
- 2007-2015 : Mad Men : Duck Phillips
- 2008 : New York, unité spéciale (saison 9, épisode 14) : James Grall
- 2009 : Castle : Blake Wellesley
- 2009 : Aux portes du destin (Acceptance) : Wilson Rockefeller
- 2009 : Tornades de glace (Ice Twisters) de Steven R. Monroe (téléfilm) : Charlie Price
- 2010 : Ghost Whisperer : le professeur Morgan
- 2010 : Drop Dead Diva : le père de Deb
- 2010-2011 : Desperate Housewives (saisons 7 et 8) : Paul Young
- 2010 : Les Experts : Miami (saison 8, épisode 22) : Chuck Williams
- 2011 : Covert Affairs (saison 2, épisode 5)
- 2011 : Esprits criminels (7x01 et 8x24) : le sénateur Cramer
- 2012 : The Killing (saison 2) : Lieutenant Erik Carlson
- 2013 : Elementary (saison 1, épisode 11) : Oliver Purcell
- 2013 : Scandal (saison 3, épisode 3) : Jim Struthers, du Congrès
- 2014 : Homeland (saison 4) : Dennis Boyd
- 2015 : The Last Ship (saison 2) : Président Jeff Michener
- 2016 : Mr. Robot (saison 2) : Homme âgé au bar
- 2016 : Conviction : Gerald Harris
- 2017 - 2018 : Salvation : Hugh Keating
- 2018 : Grey's Anatomy (saison 14) :Dr Larry Maxwell
- 2020 : Deputy : Le sous-shérif Jerry London
- 2021 : The First Lady : George W. Bush
- 2022-2023 : Alaska Daily : Gouverneur Thacker
- 2023 : So Help Me Todd : Harry
- 2024 : New York, unité spéciale (saison 26, épisode 2) : avocat Jan Green

## Anecdotes
Lui et Brenda Strong (Mary Alice Young, son épouse dans Desperate Housewives) ont tous deux fait une apparition dans les séries Malcolm et Urgences. De plus, les deux acteurs apparaissent également dans le film Dragon rouge.

## Voix françaises
| - Luc Bernard dans : - Desperate Housewives (série télévisée) - FBI : Portés disparus (série télévisée) - Mad Men (série télévisée) - New York, unité spéciale (série télévisée) - Drop Dead Diva (série télévisée) - Infectés - Aux portes du destin (téléfilm) - Ghost Whisperer (série télévisée) - Tornades de glace (téléfilm) - Human Target : La Cible (série télévisée) - Les Experts : Miami (série télévisée) - Covert Affairs (série télévisée) - Esprits criminels (série télévisée) - The Closer : L.A. enquêtes prioritaires (série télévisée) - Facing Kate (série télévisée) - Wes et Travis (série télévisée) - The Killing (série télévisée) - Jusqu'à ce que la fin du monde nous sépare - Les Experts : Manhattan (série télévisée) - Les Experts (série télévisée) - Elementary (série télévisée) - Blue Bloods (série télévisée) - Esprits criminels (série télévisée) - Scandal (série télévisée) - Rake (série télévisée) - Homeland (série télévisée) - The Last Ship (série télévisée) - Berlin Station (série télévisée) - Mr. Robot (série télévisée) - Salvation (série télévisée) - Grey's Anatomy (série télévisée) - Scandale | - Guy Chapellier dans : - Platoon - Incorporated (série télévisée) - So Help Me Todd (série télévisée) - Stefan Godin dans : - Amoureux pour toujours (téléfilm) - Alaska Daily (série télévisée) Et aussi - Edgar Givry dans Traquée - Alexandre Gillet dans La Vérité à tout prix (téléfilm) - Guillaume Lebon dans Diagnostic : Meurtre (série télévisée) - Constantin Pappas dans Hôpital San Francisco (série télévisée) - Bernard Gabay dans À la Maison-Blanche (série télévisée) - Bruno Dubernat (*1962 - 2022) dans Big Mamma 2 - Georges Caudron dans Swing Vote : La Voix du cœur - Jean-Louis Faure (*1957 - 2022) dans Conviction (série télévisée) - Laurent Pasquier dans Deputy (série télévisée) |